# ديكر أسود
الديكر الأسود (الاسم العلمي: Cephalophus niger)، المعروف أيضًا باسم "توبا" في لغة الديولا، هو نوع من الظباء التي تعيش في الغابات، ويوجد في الأجزاء الجنوبية من سيراليون، ليبيريا، ساحل العاج، غانا، بنين، ونيجيريا.
يبلغ ارتفاع الظبي الأسود عند الكتف حوالي 500 ملم (20 بوصة)، ويتراوح وزنه بين 15 إلى 20 كغ (33 إلى 44 رطلاً). كما يوحي اسمه، يتميز بفراء أسود اللون. أما الرأس فهو ذو لون صدئ مع عرف أحمر كبير بين الأذنين. وتكون قرون الظبي الأسود طويلة ورفيعة، يتراوح طولها بين 80 إلى 170 ملم (3.1 إلى 6.7 بوصة)، بينما لا تتجاوز قرون الإناث 30 ملم (1.2 بوصة).
يعيش الظبي الأسود أساسًا في الغابات المطيرة المنخفضة، حيث يتغذى على الفواكه والأزهار والأوراق المتساقطة من قمم الأشجار. ويُعتقد أنه نهاري النشاط، لكن هذا الاستنتاج مستمد أساسًا من ملاحظات على أفراد في الأسر. وتشير التقارير إلى أن الظبي الأسود حيوان انعزالي وإقليمي.
يمتد موسم التزاوج لدى الظبي الأسود على مدار السنة، إلا أن معظم الصغار يُولدون بين نوفمبر ويناير. وتستمر فترة الحمل حوالي 126 يومًا، وهي فترة قصيرة نسبيًا، وعادة ما تلد الأنثى صغيرًا واحدًا. يبلغ متوسط وزن المولود 1.94 كغ، ويتم فطامه في عمر يقارب 90 يومًا. وتبلغ الفترة بين الولادات حوالي سبعة أشهر ونصف. وفي الأسر، قد يعيش الظبي الأسود حتى 14 عامًا.
يُقدّر عدد الظباء السوداء المتبقية في العالم بحوالي 100,000 فرد؛ ويواجه هذا النوع تهديدات بسبب الصيد ويُعتبر في حالة تراجع عبر مناطق انتشاره.